# サシャ・ヨヴァノヴィッチ (1991年生のサッカー選手)
サシャ・ヨヴァノヴィッチ（セルビア語: Саша Јовановић, ラテン文字転写: Saša Jovanović、1991年12月15日 - ）は、セルビアのサッカー選手。ポジションはミッドフィールダー、フォワード。

## 経歴
地元ベオグラード・ラザレヴァツのFKコルバラでキャリアをスタートしFKスメデレヴォ、FKムラドスト・ルチャニに在籍した。
2017年8月20日、コルドバCFに移籍した。
2019年1月22日、ファティフSCに移籍し、同年9月2日、デポルティーボ・ラ・コルーニャにレンタル移籍した。
その後FKムラドスト・ルチャニ復帰を経て、FK TSC加入年の2022-23シーズンにセルビア・スーペルリーガ34試合10得点という成績でTSCのリーグ2位とUEFAチャンピオンズリーグ 2023-24 予選出場権獲得に貢献、ベストイレブンとMVPのW受賞を果たした。